# АК-630
АК-630 е съветска шестстволна корабна автоматична артилерийска установка с калибър 30 mm. Индексът на оръдието е АО-18. Тя е създадена под ръководството на В. П. Грязев и А. Г. Шипунов. В наименованието „6“ означава 6 ствола, а 30 – калибъра.
Предназначена е като средство за самоотбрана на корабите, може да се използва за поразяване на въздушни цели по балистична траектория на далечини до 4000 m и на леки надводни сили на противника на дистанции до 5000 m.
Производството е усвоено в Туламашзавод.

## Използване
- Крайцери проект 58
- Големи противолодъчни кораби проект 1134-А
- Големи противолодъчни кораби проект 1134-Б
- ТАРКР „Адмирал Лазарев“
- ТАКР „Адмирал на флота на Съветския съюз Кузнецов“
- ТАКР от проекта 1143 „Кречет“
- ЕМ от проекта 956 „Сарич“— в строй са 3…6 кораба (още 2 в Китай), имащи по 4 АК-630М
- Крайцери проект 1164 – в строй 2 (от 15 април 2022 г.) кораба, имащи по 6 АК-630
- Голям разузнавателен кораб ССВ-33 „Урал“
- Стражеви кораби проект 1135— в строй 2 кораба (още 1 е потопеният флагман на Украйна) имащи по 2 АК-630
- Фрегати проект 11356Р – в строй 3 кораба (още 2 се строят за Индия), имащи по 2 АК-630
- Корвети проект 20380 – в строй 7 кораба, имащи по 2 АК-630
- Малки ракетни кораби проект 1239 – в строй 2 кораба, имащи по 2 АК-630
- Малки противолодъчни кораби проект 1124(М) – в строй 22 кораба, имащи по 1 АК-630
- Малки ракетни кораби проект 1234 – в строй 10 кораба (още 3 в Алжир???), имащи по 1 АК-630
- Ракетни катери проект 1241 – в строй 21 кораба (още до 20 в чужбина), имащи по 2 АК-630
- Малки противолодъчни кораби проект 12412 – в строй 6…8 кораба, имащи по 1 АК-630
- Стражеви катери проект 10410 – в строй 28 кораба (още 7 – във Виетнам, 1 – в Словения), имащи по 1 АК-630
- Олекотен вариант на оръдието с името ГШ-6-30А се използва като щатно оръжие на изтребителя-бомбардировач МиГ-27
- Малки десантни кораби на въздушна възглавница проект 12322 – в строй 2 кораба (още по 4 – в Китай и Гърция), имащи по 2 АК-630
- Големи десантни кораби проект 775/III – в строй 3 кораба, имащи по 2 АК-630М
- Малки артилерийски кораби проект 1208 и 12081 – в строй 1 кораб, имащ 2 АК-630
- Гранични стражеви кораби проект 1248 – в строй 15 кораба, имащи по 1 АК-630
- Стражеви кораби проект 22460 „Рубин“ – в строй 13 кораба, имащи по 1 АК-630
- Разузнавателни кораби проект 864 „Меридиан“ – в строй 7 кораба, имащи по 2 АК-630

## Тактико-технически характеристики
Огневи характеристики:
- Калибър: 30 мм
- Патрон: 30×165 mm
- Дължина на ствола: 54 калибра
- Скорострелност: 4000 – 5000 изстрела/минута
- Дължина на залпа при картечна стрелба:
  - 6 серии по 400 изстрела с прекъсване от 5 s
  - 6 серии по 200 изстрела с прекъсване 1 s
- Маса на патрона: 0,83 kg
- Начална скорост на снаряда: 1030 m/s
- Далечина на стрелбата: 4000 m
- Насочване във вертикалната плоскост: от −12° до +88°
- Максимална скорост на насочване във вертикалната плоскост: 50°/s
- Насочване в хоризонталната плоскост: от +180° до −180°
- Максимална скорост на насочване в хоризонталната плоскост: 70°/s

Други характеристики:
- Маса: 3800 kg
- Система за подаване на боеприпаса: лентово, непрекъснато
- Боен разчет: 1 човек
- Боезапас, снаряди: основен – 2000, резервен бункер – 1000 (само при АК-630М)
- Управлението на огъня може да се осъществява от системата МР-123-02/3 „Багира“

## Боекомплект
В боекомплекта на артустановките АК-630 и АК-306 влизат два типа изстрели:
1. Осколочно-фугасен запалителен снаряд ОФ-84 с тегло 0,39 kg, тегло на взривното вещество 48,5 g, взривател А-498К. Модификацията на снаряда ОФ-84 има обозначение ОФЗ.
2. Осколочно-трасиращ снаряд ОР-84 с тегло 0,39 kg, тегло на ВВ 11,7 g, без взривател. Теглото на патрона е 832...834 g, дължината на патрона е до 293 mm, теглото на гилзата е около 300 g. Барут марка 6/7ФЛ.